# Zastavna
Zastavna (in ucraino Заставна?, in romeno Zastavna, in russo Заставна?, in tedesco Zastawna) è una città ucraina (7 750 abitanti) nel distretto di Černivci, nell'oblast' di Černivci. Ospita l'amministrazione della comunità territoriale di Zastavna una delle comunità territoriali dell'Ucraina.
Fino al 18 luglio 2020 Zastavna è stata il centro amministrativo del distretto di Zastavna, abolito come parte della riforma amministrativa dell'Ucraina, che ha ridotto a tre il numero dei distretti dell'oblast' di Černivci. L'area del distretto di Zastavna è stata fusa nel distretto di Černivci..

## Storia

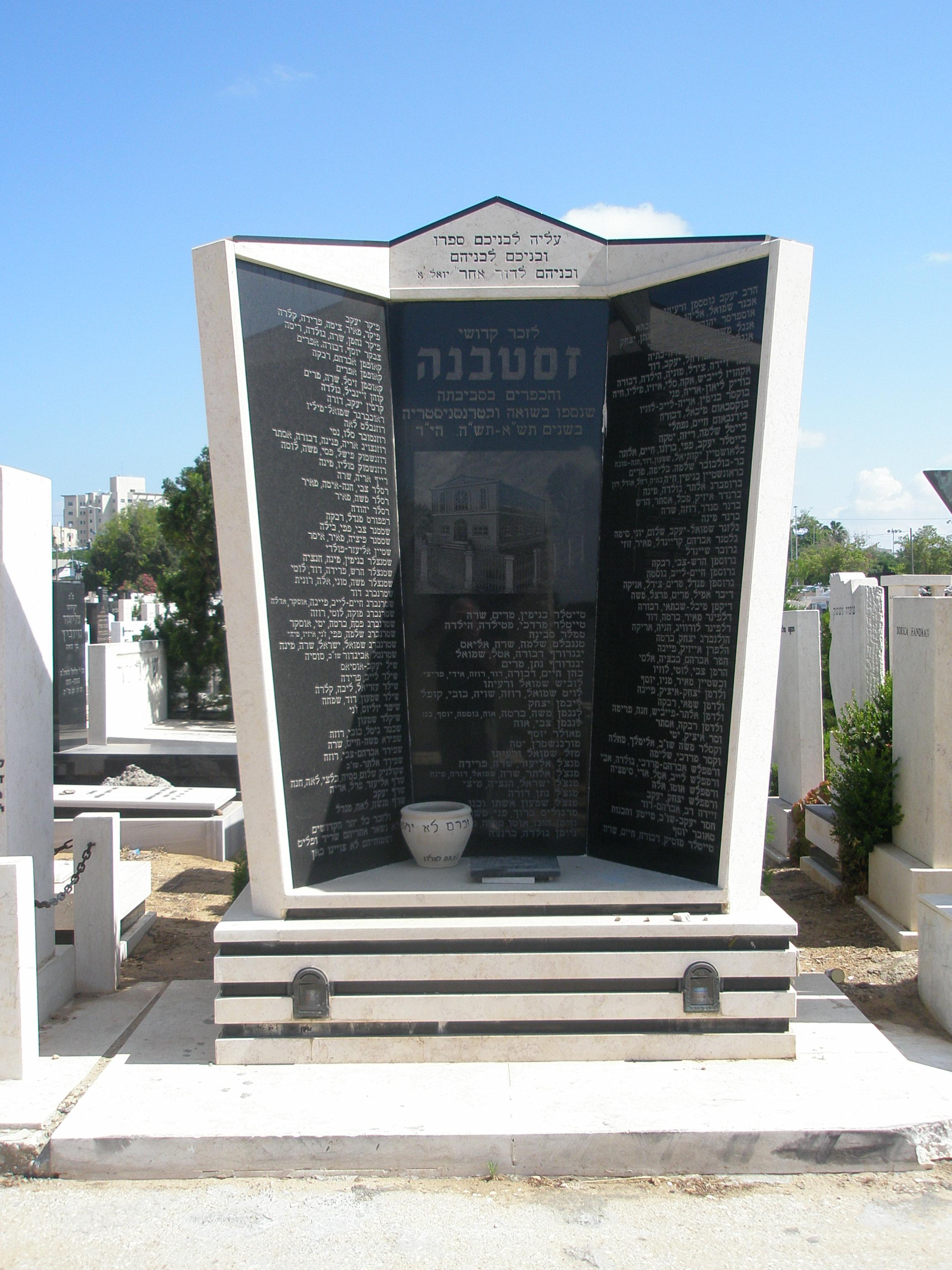
Zastavna, Monumento dedicato alle vittime dell'Olocausto

Zastavna, il cui nome è apparso la prima volta in un documento scritto del 1589, è appartenuta fino al 1774 al Principato di Moldavia. Nel 1775 questa parte della Moldavia venne annessa all'Impero austriaco e assunse il nome di Bucovina; fu quindi parte dell'Austria-Ungheria fino al 1918. Durante il dominio asburgico la città crebbe lentamente: fu sede di un ufficio provinciale e di una corte di giustizia, e nel 1910 vi fu aperta una stazione ferroviaria. Nel 1918, dopo la prima guerra mondiale, Zastavna e la Bucovina entrarono a far parte della Grande Romania e nel 1940 furono annesse dall'Unione Sovietica. Durante la seconda guerra mondiale, 635 ebrei di Zastavna, al pari degli altri ebrei della Bucovina, furono deportati dai nazisti in Transnistria; ne sopravvissero solo 120. Nel 1991 Zastavna entrò a far parte dell'Ucraina.